# Josefine Gallmeyer
Josefine Gallmeyer, née le 27 février 1838 à Leipzig et morte le 2 février 1884 à Vienne, est une actrice autrichienne.

## Biographie

### Famille
Josefine Gallmeyer est la fille illégitime de l'actrice Katharina Tomaselli, son père est le chanteur d'opéra Michael Greiner (de). En 1842, elle prend le nom de son beau-père Christian Gallmeyer.

### Carrière artistique
Josefine Gallmeyer fait ses débuts à 15 ans au théâtre de Brno. Elle est ensuite engagée au théâtre allemand de Budapest. Ce contrat est rompu peu après pour insubordination.
De retour à Brno, elle joue dans des parodies puis est découverte par Johann Nestroy qui l'engage en 1856 à Vienne pour le Theater in der Josefstadt puis au Carltheater à Vienne. Mais elle ne s'y plaît pas et repart jouer à Brno. Elle vit une relation amoureuse avec Adele Spitzeder pendant le séjour de cette dernière à Brno ; il s'agit de la première relation documentée de Spitzeder.
Elle joue à Brno, mais aussi à Sibiu et à Timișoara. Le directeur local, Friedrich Strampfer, la découvre et lui fait faire une tournée en Allemagne. Elle se produit au Victoria-Theater (de) de Berlin et au Hoftheater (de) de Dresde, mais elle reste peu de temps à cause de son caractère colérique.
Lorsque Friedrich Strampfer prend la direction du Theater an der Wien, il reprend Josefine Gallmeyer en 1862. Elle atteint la célébrité en jouant des farces en compagnie d'Ottokar Franz Ebersberg (de) et Karl Costa.
En 1865, elle vient au Carltheater. Jacques Offenbach, de qui elle s'était fait promettre un rôle, refuse alors d'écrire pour elle. En 1875, elle joue au Strampfer-Theater, toujours à Vienne, les pièces de Julius Rosen (sv) jusqu'à la fermeture pour faillite du théâtre en 1884.
En 1882 et 1883, elle fait une tournée aux États-Unis. Elle joue ensuite tour à tour au Theater an der Wien, au Carltheater puis à Hambourg, Berlin et Graz.
Endettée, elle meurt dans la pauvreté à l'âge de 45 ans. Elle est enterrée au cimetière central de Vienne avec les honneurs.

## Biographie
- [Nebel 2018] (de) Julian Nebel, Adele Spitzeder : Der größte Bankenbetrug aller Zeiten, FinanzBuch Verlag, 2018, 2e éd. (ISBN 978-3-95972-048-9, OCLC 1012845220, présentation en ligne).
- (de) Hermann Arthur Lier, « Gallmeyer, Josephine », dans Allgemeine Deutsche Biographie (ADB), vol. 51, Leipzig, Duncker & Humblot, 1906, p. 739-742